# 孙生禄
孙生禄 （1928年—1952年12月3日）是米格-15战斗机飞行员，中国人民志愿军一级战斗英雄，朝鲜战争王牌飞行员，歼敌6架。

## 生平
1928年出生在河北定兴县，1945年参加中国人民解放军。1947年加入中国共产党。效力于中国人民解放军空军航空兵第三师， 担任第3师9团1大队飞行员，负责掩护王海机长。
1952年12月3日在空战结束返航中，被美军击落，牺牲在清川江附近。
朝鲜战争结束后荣获中国人民志愿军一级英雄荣誉称号。